# Тони Гатлиф
Тони Гатлиф (фр. Tony Gatlif; Алжир, 10. септембар 1948) француски је редитељ, сценариста, монтажер и глумац ромског порекла.

## Биографија
Тони Гатлиф је рођен од оца Кабила и мајке Ромкиње. Након проведеног детињства у Алжиру, Гатлиф је стигао у Француску 1960. током Алжирског рата. Гатлиф се годинама борио како би се пробио у филмску индустрију, играјући у неколико позоришних представа све док није режирао свој први филм La Tête en ruine 1975. године.

## Филмографија

### Редитељ
- 1973 : Max l'indien (краткометражни филм)
- 1975 : La Tête en ruine
- 1978 : La Terre au ventre
- 1981 : Canta gitano (краткометражни филм)
- 1982 : Corre, gitano
- 1983 : Les Princes
- 1985 : Rue du départ
- 1989 : Pleure pas my love
- 1990  : Gaspard et Robinson
- 1993 : Latcho Drom
- 1995 : Mondo
- 1997 : Gadjo dilo
- 1998 : Je suis né d'une cigogne
- 2000 : Vengo
- 2001 : Swing
- 2004 : Paris by Night, (краткометражни филм)
- 2004 : Exils
- 2006 : Transylvania
- 2010 : Liberté
- 2012 : Indignados
- 2014 : Geronimo
- 2017 : Djam
- 2021 : Tom Medina

### Видео-записи
- 1999 : Pas des chiens
- 2007 : Rendez-Vous
- 2010 : Beautiful Tango
- 2012 : Sur un fil